# Kirkjufellsfoss
Kirkjufellsfoss (in lingua islandese: cascata del Kirkjufell) è una cascata alta 16 metri situata nella regione del Vesturland, la parte occidentale dell'Islanda.

## Descrizione
La cascata Kirkjufellsfoss si trova circa 1,5 km a sud dell'iconica montagna Kirkjufell che le dà il nome, e 2,5 km a ovest della città di Grundarfjörður, situata nell'omonimo fiordo sulla costa settentrionale della penisola di Snæfellsnes.
Il fiume Kirkjufellsá precipita da una parte rocciosa formando una cascata alta in totale 16 metri, ma suddivisa in due ampi salti, il più alto dei quali è di 9 metri. Subito dopo il fiume sfocia nel fiordo Grundarfjörður.
Il bacino in cui cade l'acqua della cascata è stato parzialmente bloccato nel 1986 da una diga al di sopra della quale passa la strada S54 Snæfellsnesvegur. Il vecchio ponte risalente al 1955 sulla strada allora denominata Ólafsvíkurvegur, si trova ancora al di sopra della cascata.

## Accesso
Kirkjufellsfoss è visibile lungo la strada S54 che corre lungo la costa settentrionale della penisola di Snæfellsnes. A ovest della cascata è presente un'area di sosta da cui parte un sentiero, lungo 250 metri, che permette di raggiungere il vecchio ponte posto al di sopra della cascata.